# Maucha Adnet
Maucha Adnet (* 11. Juni 1963 in Rio de Janeiro als Maria Lucia Gonçalves Adnet) ist eine brasilianische Jazzsängerin und Songwriterin, die als Interpretin der Música Popular Brasileira bekannt wurde.

## Leben und Wirken
Adnet stammt aus einer musikalischen Familie; ihre Geschwister sind die Musiker Mario Adnet, Chico Adnet und Muiza Adnet. 1978 begann sie ihre Karriere mit der Vokal-Formation Céuda Boca und begleitete Sänger wie Chico Buarque, Edu Lobo, Joyce, César Camargo Mariano, Dorival Caymmi und Caetano Veloso. Von 1984 bis 1994 gehörte sie der Gruppe Banda Novo von Antônio Carlos Jobim an. Mit ihr ging sie mehrfach auf Tournee und nahm mehrere wegweisende Alben auf, etwa Antonio Brasileiro, welches mit einem Grammy ausgezeichnet wurde.
International hat sie später mit Musikern wie Charlie Byrd, Hiram Bullock, Harry Allen, Wynton Marsalis, Eliane Elias, Kenny Barron, Ryūichi Sakamoto und João Gilberto gearbeitet.

## Diskographische Hinweise
- Songs I Learned from Jobim (Tokuma Records 1998)[1]
- Para Gershiwn e Jobim (Biscoito Fino 2006)
- The Jobim Songbook (DejaVu/Kind of Blue 2006, mit Claudio Roditi, Randy Brecker, Jay Ashby, Joe Lovano, Hélio Alves/Alfredo Cardim, Romero Lubambo/Mario Adnet, Nilson Matta, Duduka da Fonseca)[2]
- Maucha Adnet & Hélio Alves: Milagre (Zoho 2013)
- Duduka da Fonseca & Hélio Alves feat. Maucha Adnet: Samba Jazz & Tom Jobim (Sunnyside 2019, mit Hans Glawischnig, Billy Drewes, Romero Lubambo sowie Wynton Marsalis, Claudio Roditi)